# Winand Heynen
Winand Mathieu Heynen ('s-Gravenvoeren, 5 juni 1835 - Bertrix, 28 november 1916) was een Belgisch arts en katholiek volksvertegenwoordiger.

## Biografie

### Arts
Winand Heynen was een zoon van de landbouwer Gilles Heynen en Clémentine Walpot. Hij trouwde in 1863 in Bertrix met Marie-Joséphine Pierlot, een tante van Hubert Pierlot. In 1859 werd hij hoofd van het ziekenhuis van de Universiteit van Luik. In 1860 promoveerde hij aan deze universiteit tot doctor in de geneeskunde. Daarna vestigde hij zich als arts in Bertrix.

### Politicus
Daarnaast was Heynen ook politiek actief. Van 1869 tot 1873 en van 1890 tot 1912 was hij gemeenteraadslid van Bertrix. Van 1891 tot 1911 was hij er tevens schepen. Daarnaast was hij van 1870 tot 1890 provincieraadslid van Luxemburg, waarvan hij van 1873 tot 1883 ondervoorzitter was en van 1888 tot 1890 voorzitter.
Na het overlijden van volksvertegenwoordiger Edmond van der Linden d'Hooghvorst werd in het arrondissement Neufchâteau een bijzondere wetgevende verkiezing gehouden op 3 juni 1890. Heynen werd hierbij verkozen tot volksvertegenwoordiger. Bij de wetgevende verkiezingen van 1900, de eerste onder het systeem van evenredige vertegenwoordiging, werd hij herkozen in het arrondissement Neufchateau-Virton. Van 1900 tot 1904 was hij ondervoorzitter van de Kamer van volksvertegenwoordigers.
In 1895 werd Heynen lid van de Commission des XXI chargée de l'examiner de la cession du Congo à la Belgique. Tussen 1897 en 1903 was hij lid van de Conseil supérieur des Fôrets, waarvan hij van 1903 tot 1914 ondervoorzitter was. Hij was tevens erevoorzitter van de Fédération médicale du Luxembourg.

## Nagedachtenis
- In Bertrix werd een straat naar hem vernoemd, de Avenue Wynand Heynen.
- In 2016, honderd jaar na zijn overlijden, werd een herdenkingssteen geplaatst aan het huis in Bertrix waar Heynen heeft gewoond.[1]